# إيفيت لويس
إيفيت لويس (بالإنجليزية: Yvette Lewis) هي منافسة ألعاب القوى أمريكية، ولدت في 16 مارس 1985 في ألمانيا.

## وصلات خارجية
- إيفيت لويس على موقع الاتحاد الدولي لألعاب القوى (الإنجليزية)
- إيفيت لويس على موقع الدوري الماسي (الإنجليزية)
- إيفيت لويس على موقع اللجنة الأولمبية الدولية (الإنجليزية)
- إيفيت لويس على موقع أوليمبيديا (الإنجليزية)